# أولون

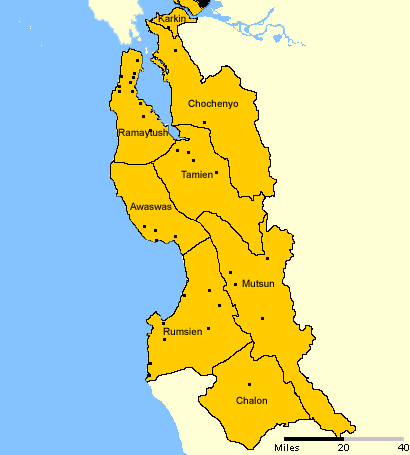

إن الأولون شعب من شعوب الهنود الأمريكيون كان يسكن منطقة خليج سان فرانسيسكو وخليج مونتري في كاليفورنيا. اسمه من منطقة «أولهون»، وكان اسم قبيلة واحد ثم أصبح اسم الشعب ككل منذ السبعينات. وكان يطلق عليهم اسم «كوستانوان» (يعني «شاطئي» بالإسبانية.)
تكون الأولون من حوالي 40 قبائل يتكلمون أفرادها لهجات لغة واحد (الأولونية)، ولكن لا تشارك هوية واحدة. كان عددهم قبل الاستعمار الإسباني حوالي 10000. كان أهم مأكولاتهم البلوط والزريعة وبلح البحر، وأضافوا حيوانات أخرى بصيد أسد البحر والسلمون وغيرها. كانوا يأكلون حشيش البحر لملحها. لا يزال تلال الصدف كبيرة قرب أماكن قراهم البحرية.
كان الرجال عرى، ولبست النساء قماش حول وسطهم. إذا كان الصباح بارد، يتغطى الرجل بالطوب حتى يسخن. وشمت النساء وجوههن. بنوا بيوتهم من القصب على سكل دائرة، وعوامتهم كذلك من القصب. كان الزواج والطلاق يسير عندهم. أول ما اقترب الزوج إلى الزوجة بعد الزواج، كان على الزوجة أن تخدش وجهه وإلا تعتبر أنها لا تستحيي. كانوا يدخّنون. إذا غلبوا أعداءهم في الحرب كانوا يحملون رؤوس الأعداء كرمز النصر.
إذا مات أحدهم خرّبوا كل أملاكه وحرّموا ذكر اسمه، كما فعل كثير القبائل الأخرى. آمنوا أن الموتى سكنوا جزيرة بعيدة عبر المحيط. كانوا يعبدون الشمس ويقيمون بمراسم الـ"كوكسو"، وهي رقص حيث مثّل الراقص إلها أو جنا. كان أساطيرهم تصف أعمال «الكويوتي»، كلب وحشي كان يمثل الخداع. حكوا على خلق الكون أن العالم كان تحت الماء إلا جبل واحد عليه الكويوتي والنسر والطنان، ثم انحسر الماء فاكتشفوا الأرض وخلق الكويوتي الإنسان بمساعدة النسر.
دخل الإسبان في أواخر القرن الثامن عشر، وأسسوا مراكز الدعوى المسيحية وقلعات. أجبروا الأولون على العمل والسكن فيها، قتل الأمراض الأوروبية أكثرهم. وصفهم المسافر الروسي لويس خوريس بعد الاستعمار الإسباني: «لم أرهم أبدا يضحكون، ولا ينظرون إلى وجوه الآخرين.» لما دخل أمريكا أخذ المستعمرون أكثر أراضيهم الباقية، فلا يبقى اليوم إلا مئات الأولون.
لغتهم تنتمي إلى اللغات البينوتية المنتشرة في وسط كاليفورنيا، وهي أقرب إلى لغة الميووك المجاورة. يبدو أنها دخلت من الشمال وحلت محل لغات هوكانية مثل لغة إيسلين. لهجات الأولون الثماني تنقسم إلى ثلاث أقسام كبيرة: الجنوبية (موتسون، رومسين) والشمالية (جالون، تامين، رامايتوش، جوجينيو، أواسواس) ولهجة كاركين في الشمال الأقصى. انقرضت اللغة في 1939 لما ماتت آخر ناطقة اللغة، «إيزابيل مادوز». ويحاول بعض الأولون أن يتعلموها الآن. كثير أسماء القرى الأولونية مركبة بكلمات «روك» (تعني «بيت») و«ماك» أو «كما» (رمز الجمع للبشر) و«تاك» أو «تكا» أو «تا» (تعني «مكان»). مثلا كان قرية في الجنوب على الشاطئ تسمى «كالينتاروك»، ومعناه «بيوت على شاطئ المحيط» (كالين=محيط، تا=في\على، روك=بيت.)